# Административно деление на Бахрейн
Емирство Бахрейн е разделено на 5 провинции (губернатории). Това са:
1. Столична провинция
2. Централна провинция
3. Ал Мухарак
4. Северна провинция
5. Южна провинция